# Las Delicias, Chenalhó
Las Delicias är en ort i Mexiko.   Den ligger i kommunen Chenalhó och delstaten Chiapas, i den sydöstra delen av landet, 800 km öster om huvudstaden Mexico City. Las Delicias ligger 1 164 meter över havet och antalet invånare är 207.
Terrängen runt Las Delicias är varierad, och sluttar norrut. Runt Las Delicias är det ganska tätbefolkat, med 111 invånare per kvadratkilometer. Närmaste större samhälle är Pantelhó, 6,9 km öster om Las Delicias. I omgivningarna runt Las Delicias växer i huvudsak städsegrön lövskog.